# Садовое (Хабаровский край)
Садо́вое  — село в Вяземском районе Хабаровского края России.

## География
Село Садовое расположено рядом с автотрассой «Уссури», в 8 км к северу от административного центра района — города Вяземский.

## Население
| 2002 | 2010 | 2011 | 2012 | 2013 | 2014 | 2015 |
| ---- | ---- | ---- | ---- | ---- | ---- | ---- |
| 236  | ↘212 | →212 | ↗218 | ↗219 | ↘218 | ↗223 |
| 2016 | 2017 | 2018 | 2019 | 2020 | 2021 |      |
| ↗239 | ↗243 | ↘239 | ↘233 | ↗236 | ↘169 |      |

## Связь
- Проводная связь ОА «Дальневосточная компания электросвязи»
- Мобильная связь:
  - МТС
  - МегаФон
  - Билайн